# Каждый за себя, а Бог против всех
«Каждый за себя, а Бог против всех» (нем. Jeder für sich und Gott gegen alle) — снятый Вернером Херцогом в 1974 году фильм-биография Каспара Хаузера — реального подростка, неизвестно откуда появившегося в Нюрнберге в 1828 году и через пять лет убитого при невыясненных обстоятельствах. Жюри Каннского кинофестиваля 1975 года присудило фильму Херцога Гран-при. На американские экраны он вышел под названием «Загадка Каспара Хаузера» (англ. The Enigma of Kaspar Hauser). В августе 2002 года Anchor Bay Entertainment выпустило «Загадку Каспара Хаузера» с комментариями режиссёра на DVD.
Отталкиваясь от истории об известном подкидыше, Херцог — как следует из названия фильма — проецирует её на отношения любого человека с Богом; результат — «мощная мистическая галлюцинация о демиурге и его тварях» (М. Трофименков).

## Сюжет
Бруно С., который провёл основную часть жизни в приюте для умственно отсталых, в своём первом фильме играет Каспара Хаузера — человека, который, подобно ему, с младенчества жил в подвальном помещении, не подозревая о существовании иных людей, кроме таинственного незнакомца, приносившего ему пищу.
В 1828 году этот человек оставил Каспара на одной из улиц Нюрнберга со словами: «Жди, я вернусь». Обнаружение «благородного дикаря» возбуждает любопытство респектабельных бюргеров, и кое-кто из их числа пытается заработать на ажиотаже публики, демонстрируя найдёныша в цирковых представлениях.
Добродетельный писатель Даумер разрешает Каспару поселиться у себя в доме. Видя в своём подопечном tabula rasa, он обучает его основам человеческого общежития. Каспару удаётся усвоить многое, но его понятия о логике и религии коренным образом отличаются от тех, что приняты в обществе. Да и языку слов он предпочитает язык музыки…
Прошло несколько лет, прежде чем в жизни Каспара вновь появился таинственный незнакомец. После встречи с ним главного героя нашли в подвале с проломленной головой. Придя в себя, Каспар вновь подвергся нападению незнакомца — на этот раз вооружённого ножом. От полученной раны он умер. При вскрытии тела были обнаружены ненормальности в развитии его печени и мозжечка.

## Создатели фильма

### Съёмочная группа
- Режиссёр, сценарист и продюсер — Вернер Херцог
- Оператор — Йёрг Шмидт-Райтвайн
- Монтаж — Беата Майнка-Йеллингхаус
- Художник-постановщик — Хеннинг фон Гирке
- Ассистент оператора — Микаэль Гаст
- Второй оператор — Клаус Выборны

### В ролях
- Бруно С. — Каспар Хаузер
- Вальтер Ладенгаст — герр Даумер
- Бригитта Мира — служанка
- Михаэль Крёхер — лорд Стэнхоуп
- Ганс Музёус — незнакомец в чёрном
- Флориан Фрике — Флориан

## Съёмки и релиз

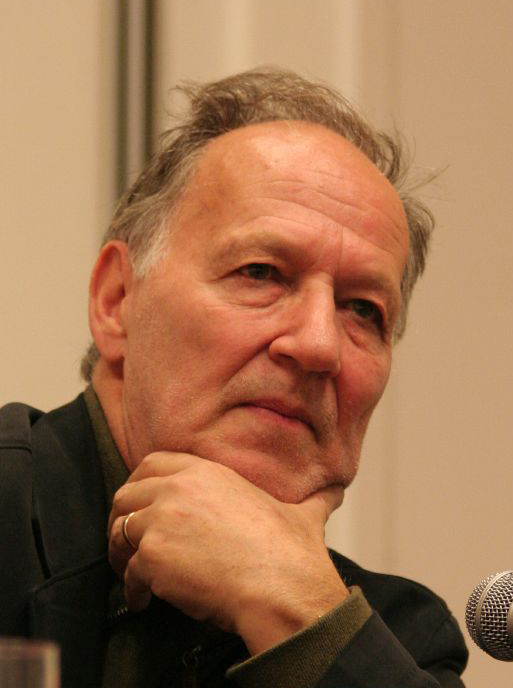
Вернер Херцог, 2005 год.

Фильм снимался в небольшом баварском городе Динкельсбюль; там же 1 ноября 1974 года состоялась его мировая премьера.: p. 114 Выбор на этот город пал из-за того, что там Херцог нашёл «идеальный дом» для Каспара. В течение пяти месяцев шла работа над тем, чтобы «каждая иголочка, каждый музыкальный отрывок» соответствовали замыслу режиссёра. Картофельное поле было превращено в английский сад, причём режиссёр лично сажал на нём землянику и бобы. История реального Каспара разворачивалась в основном в Нюрнберге и Ансбахе, однако название городов ни разу не упоминается в фильме. Херцог не пожелал привязывать рассказ к конкретной точке на карте, чтобы у зрителя не создалось впечатление, будто география способна объяснить происходящее на экране.: p. 114 «Пускай это будет любой город», ведь история Каспара «могла случиться где угодно», — рассуждает режиссёр.: p. 114
Херцог намеревался посвятить фильм Лотте Эйснер, маститой исследовательнице немецкого экспрессионизма, которая в то время жила в Париже. Узнав о её тяжёлой болезни, режиссёр после завершения съёмок преодолел пешком 400 миль от Мюнхена до Парижа, с картой и компасом в руках, «ночуя под мостами», чтобы своей жертвой «выкупить» её жизнь.: p. 281 Обсуждение поступка Херцога привлекло внимание французской публики и к его последней работе. Фильм участвовал в конкурсной программе Каннского кинофестиваля и был удостоен большого приза жюри под председательством Жанны Моро. Коппола назвал «Загадку Каспара Хаузера» лучшим фильмом за последние годы и выкупил права на его дистрибуцию в США, а Анаис Нин пошутила, что история Каспара «завораживает» больше, чем история Иисуса Христа.
В прессе новый фильм Херцога чаще всего сравнивали с «Диким ребёнком» Франсуа Трюффо — другим историческим фильмом на тему «детей-маугли», который вышел несколькими годами ранее. Уязвлённый сопоставлениями, Херцог однажды заявил, что это Трюффо шёл по его стопам, а не наоборот. «Мой фильм в 95 раз лучше фильма Трюффо», — пошутил немецкий режиссёр, призывая метить выше и сравнивать его работу с «Жанной д’Арк» Дрейера. Сам же Трюффо после выхода «Каспара Хаузера» великодушно назвал Херцога «величайшим из режиссёров, которые работают в наше время».

## Каспар и Бруно
Главную роль в фильме Херцог предложил Бруно С. — непрофессиональному актёру, который десять лет провёл в приюте для умственно отсталых, хотя таковым не являлся: «Он выглядит как шизофреник и ведёт себя как шизофреник, потому что к нему так ужасно относились. Он просто не знает, как себя вести», — полагает режиссёр. Его не остановило то, что Бруно был более чем в два раза старше исторического Каспара: «Какое значение имеет возраст Бруно? Даже если бы ему было 65, я бы взял его на эту роль». Херцог оплатил трёхмесячную работу Бруно над фильмом, для чего заставил его открыть банковский счёт. После выхода фильма он заявил, что актёр заслуживает «Оскара» и то, что награды получает «кто-нибудь типа Джона Уэйна» — это просто позор. «Он не сделал в этом фильме ни одного ложного движения… Прежде на экранах не было видано ничего подобного».
По мнению режиссёра, Бруно «прекрасно осознавал, что фильм не только о том, как общество убило Каспара Хаузера, но и о том, как общество уничтожило его, Бруно».: p. 119 Он даже подумывал о том, чтобы назвать фильм «История Бруно Хаузера».: p. 119 По наблюдению Эберта, фильмы Херцога не зависят от актёрской игры в классическом смысле. Они почти документальны в том отношении, что главный герой фактически изображает самого себя. Актёр, исполняющий главную роль в фильме Херцога, должен быть соприроден своему персонажу, скроен из той же психологической материи. В этом отношении Клаус Кински и Бруно С. для Херцога не столько актёры, сколько инструменты художественного творчества.
Немецкие критики упрекали режиссёра в том, что он взял на главную роль человека, не вполне адекватно воспринимающего мир, что он «использовал» его физическую ущербность. Херцога вообще интересуют не заурядные люди, а те, кто вытеснен на самую периферию жизни, ибо, по его словам, и о городе узнаёшь больше из прогулки по его окраинам, чем по центральным улицам. Таков слабоумный музыкант из Куско, Хомбресито, которому посвящён предыдущий фильм Херцога, «Агирре, гнев Божий». Хотя времена конкистадора Лопе де Агирре и Каспара Хаузера разделены веками, Хомбресито присутствует в обоих фильмах. С режиссёром его сближает вера в то, что стоит ему прекратить играть на своём инструменте, как мир погибнет и все люди умрут. Корриган размышляет о том, что Каспар, как и Хомбресито, воплощает в себе те физические и психологические лишения, которые приводят к потере речи, замене слов музыкой либо полному молчанию.
О своих приниженных, ущербных героях, продолжающих классическую традицию «маленьких людей» — лилипутах («И карлики начинали с малого»), глухонемых («Земля молчания и тьмы»), забитых солдатах («Войцек») — Херцог высказывается следующим образом: «Безумны не они, а то общество, которое их окружает. Безумна та обстановка, в которой они оказываются».: p. 69 Как отмечает Эберт, в задаваемых Херцогом художественных координатах эти люди — вовсе не пленники своих физических особенностей, ведь они не столько ограничивают их возможности, сколько открывают им доступ в миры, закрытые для большинства людей.

## Режиссёр о фильме
Херцог вспоминает, что при работе над фильмом его, в отличие от большинства пишущих о Каспаре Хаузере, меньше всего интересовали тайна его происхождения и загадка убийства: «Это единственный в истории случай, когда человек „родился“ уже взрослым…: p. 111 Настоящий Каспар Хаузер приходил в ужас от пения птиц; он не мог упорядочить того, что слышал…: p. 115 История Каспара о том, что делает с нами цивилизация, как она извращает и уничтожает нас, заставляя плясать под одну дудку с окружающими.: p. 111 В случае с Каспаром это отупляющее, размеренное обывательское существование…: p. 111 Всё, что есть в Каспаре спонтанного, систематически умертвляется обществом филистеров»: p. 112.
В одной из сцен Каспар потрясён и испуган, впервые увидев своё отражение в зеркале. Режиссёр сравнивает его реакцию с тем, как реагируют окружающие его люди на необходимость ежедневно воспринимать свои привычные установки новыми глазами, глазами постороннего, пришельца.: p. 112 Это тот остранённый взгляд, который режиссёр культивирует во многих своих документальных фильмах: «Если извлечь из „Каспара Хаузера“ фабулу и оставить только сновидческие пласты, то останется нечто весьма похожее на „Фату-моргану“»: p. 114 — документальный фильм о пустыне Сахара, снятый Херцогом в 1969 году.
С этой точки зрения Херцог находит в своём фильме элементы научной фантастики:: p. 114 «Загадка Каспара Хаузера» разрабатывает «стародавнюю идею о прибытии на нашу планету пришельцев, которые были предусмотрены первоначальным сценарием „Фата-морганы“».: p. 115 Подобно фильмам такого рода, биография Хаузера ставит перед зрителем вопросы о сущности человеческой природы: «что произойдёт с человеком, который свалится на нашу планету без образования и культуры? как он будет себя чувствовать? что он увидит? какими его взору предстанут деревья и лошади? как с ним будут обращаться? и т. д.»: p. 115
Херцог отмечает, что в финале «горожане, подобно грифам, кружатся» над телом Каспара.: p. 112 Они в восторге от того, что некоторые органы его тела отклоняются от нормы, ведь это позволяет списать его необычность на физические отклонения. По словам режиссёра, «эти люди не желают видеть изъян в самих себе».: p. 112

## Мнения и оценки

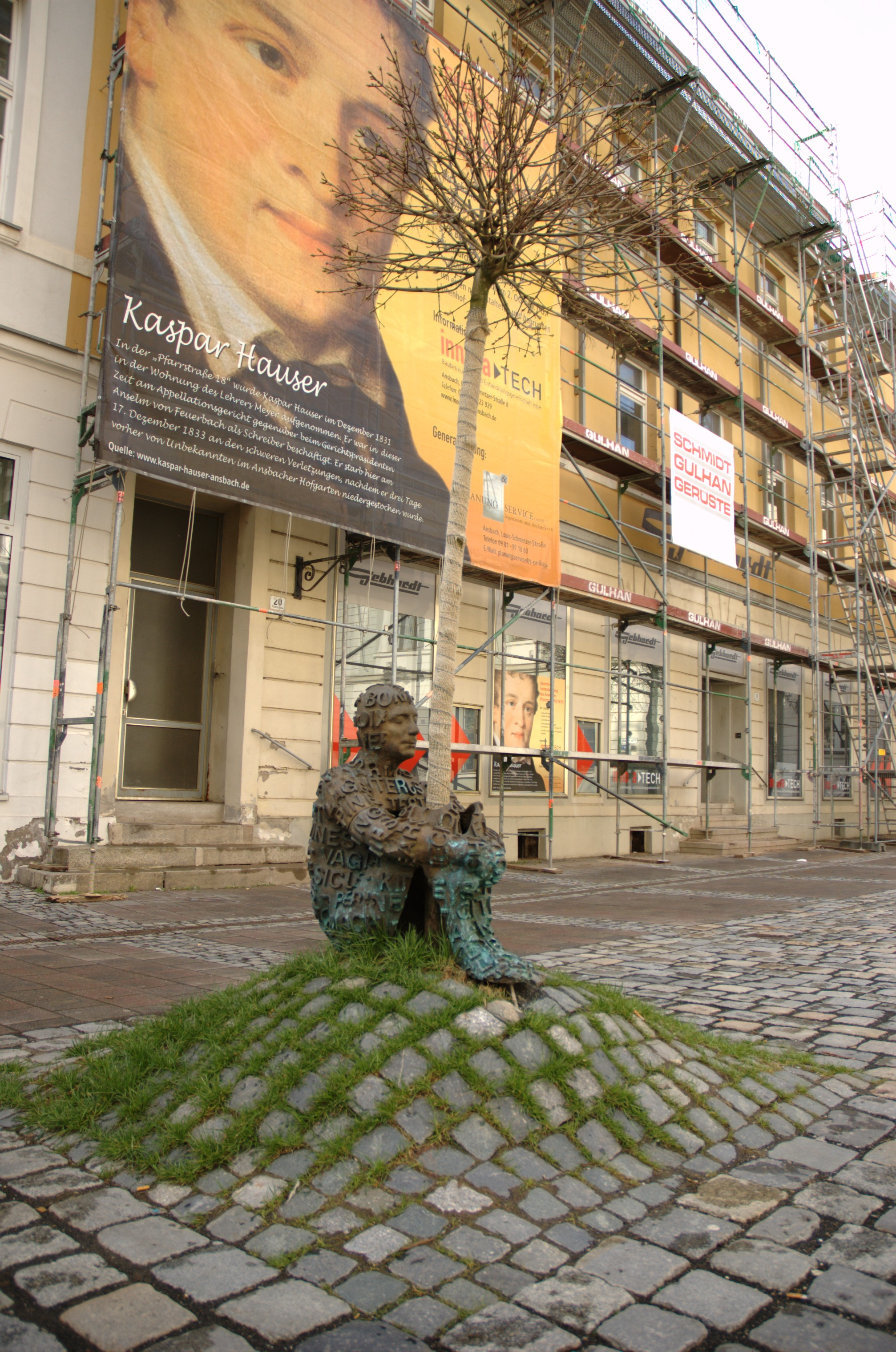
Статуя Каспара Хаузера в Ансбахе.

- The New York Times: «Центральный образ фильма — поразительное лицо Каспара, с широко расширенными, чтобы лучше видеть, глазами, весь его внешний вид, наводящий на мысль о человеке, который пытается… постичь полный непривычного мир».[11]
- «Киноведческие записки»: «Каспар Хаузер, пример „естественного сознания“, проявившегося, однако, только в соприкосновении с обществом, становится в этом обществе словно бы лупой, меняющей оптику. Он делает очевидной условность человеческих представлений о мире… вынуждает общество защищаться, включать реакцию конструирования и вытеснения Другого».[12]
- Онлайн-энциклопедия allmovie: Херцог «обнаруживает превратное влияние „рациональных“ мышления и культуры на естественную, невинную душу… Границы, накладываемые языком, и абсурдное стремление [окружающих] классифицировать всё происходящее гарантируют „жёсткую посадку“ для интуитивно постигающего мир и невольно представляющего собой угрозу Каспара».[13]
- Роберт Филипп Колкер: «Херцог пытается взглянуть на мир с позиции „недоделанного“ человека… и понять, что рациональный мир XIX столетия в состоянии узнать от него. Ничего — к такому ответу приходит он. Каспар Хаузер превращается в препятствие, которое буржуа стремятся устранить, а для Каспара окружающий мир становится продолжением его грёз. Оболочка фильма построена на сращении внутреннего и внешнего миров Каспара, который застревает в темнице, где доброта и жестокость — лишь два полюса взаимонепонимания».[14]
- Андрей Плахов: «Невидимая рука (воплощение чьей-то жестокой воли) держала его в подполье, оберегала от контактов с людьми, чтобы затем на короткое время бросить в социум, смутить бюргеров сенсационной диковинкой и снова окунуть пришельца в небытие.[прим. 5] Одиночество и безысходность остались бы основными мотивами этого фильма, если бы не внутренний свет, который озаряет пробуждающуюся личность Каспара Хаузера, когда он выкладывает в траве своё имя выполотыми сорняками или говорит: „Мне снились Кавказские горы“. Сквозь горькую абсурдность „пограничного“ существования проглядывают его волнующая призрачность и магический смысл».[15]
- Томас Эльзессер: «Каспар Хаузер — центральная фигура и для Херцога, и для „нового немецкого кино“. Не только как предмет одного из самых известных фильмов, но и как комплексный психоаналитический мотив. Это фантазия о заброшенности, бездомности, неопределенности отношения ко всем формам социализации, к сексуальной идентичности и взрослости; о попытках выживать, имея одновременно субститут хорошего отца и образ плохого отца».[16]
- Роджер Эберт: «Не столько повествование о главном герое, сколько мозаика из поразительных поступков и образов: цепочка кающихся взбирается вверх по холму, слепец ведёт за собой по пустыне караван, аист заглатывает лягушку. Сюжетно эти образы не имеют отношения к Каспару, однако они отражают и подсвечивают сложности, с которыми он сталкивается. Херцога меньше всего интересует „разгадка“ этой тайны. Как раз тайна и привлекает его».[9]

## Грёзы Каспара Хаузера
Указания на несоответствие возрастов Каспара и Бруно и прочие упрёки в исторической недостоверности Херцог отводит ссылкой на то, что задача режиссёра не столько в том, чтобы скрупулёзно переносить на экран исторические события, сколько в том, чтобы раскрывать внутренний мир своих героев.: p. 113 По его словам, главному герою фильма доступен «гораздо более глубокий уровень истины, чем повседневная реальность».: p. 113 В соответствии с установкой режиссёра в рассказанной им истории Каспара Хаузера принято видеть метафизическое дно или, по определению Андрея Плахова, «экзистенциальную притчу», на что намекает и само название с философско-экзистенциалистским оттенком. Основоположник шизоанализа, Делёз, назвал Херцога «самым большим метафизиком среди кинорежиссёров».

«Гносеологическое преступление» Каспара иллюстрирует внесюжетный, на первый взгляд, образ колеблемого ветром поля ржи в начале фильма.: p. 116 Задерживая его на экране на полминуты, Херцог хотел «позволить зрительному залу почувствовать себя Каспаром Хаузером, взглянуть заново на реалии этой планеты».: p. 116 Чтобы придать подобным образам «странность», режиссёр привинчивал телеобъектив к объективу типа «рыбий глаз».: p. 116 Музыкальное сопровождение также было выбрано таким образом, чтобы иллюстрировать «пробуждение Каспара от дремоты его почти кататонического состояния».: p. 116 Это «фирменный» приём Херцога — задерживать взгляд зрителя на отдалённых пейзажных мотивах ровно столько, сколько нужно, чтобы разгадать их умышленность и проникнуться тревогой. «Немногие режиссёры в состоянии превратить простейший образ в воплощение чего-то пугающе странного», — замечает по этому поводу один из киноведов.

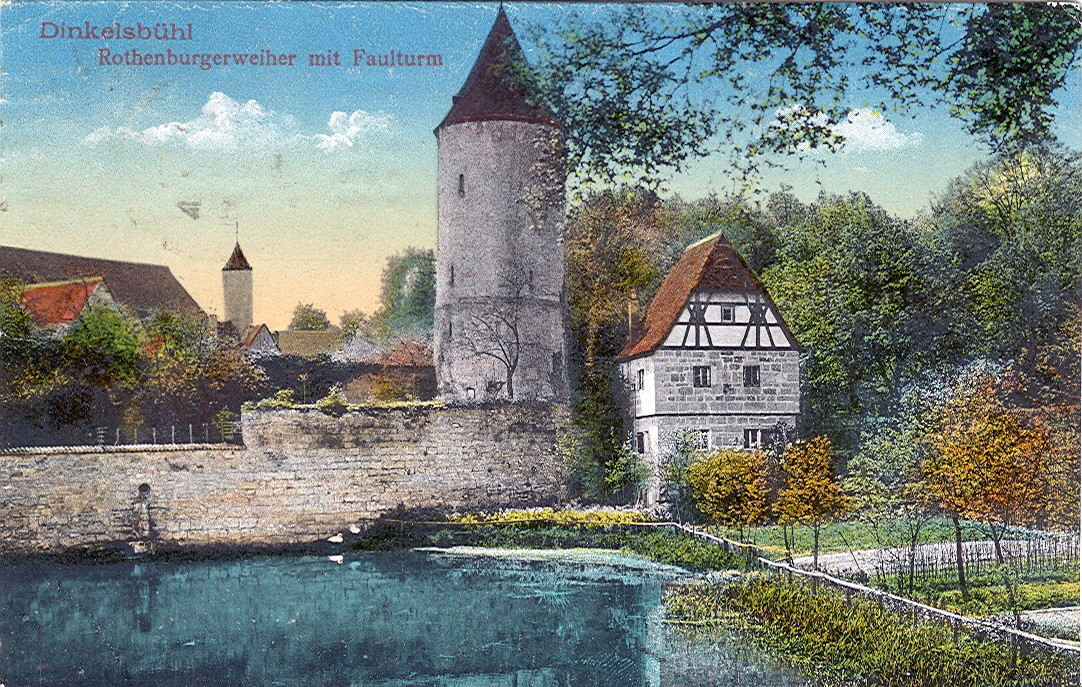
Старинная фотография пруда, который грезится Каспару.

Интерпретация фильма связана с анализом трёх пейзажных грёз главного героя, названных Делёзом «великими»: это фантастическая зелень «Кавказа», карабкающиеся по склону горы навстречу Смерти люди и бескрайняя Сахара. От повседневного опыта Каспара эти образы отделяет применение таких техник, как замедленное движение камеры, внесюжетная музыка, зыбко мерцающие тени. Образы этих сновидческих пейзажей одноцветные, матовые и зернистые, как бы переэкспонированные, словно режиссёр пытается подобрать соответствие единственному в своём роде восприятию главного героя.
Живя в подвале, Каспар не видел снов, ибо мира за пределами четырёх стен для него не существовало. По мнению Корригана, в этот период «предсуществования» он был погружён в «океаническое» состояние единства с миром (пантеизм). После переезда в город грёзы о природе — «сродни кинематографу» — возвращают ему вневременной мир бескрайних пространств. Каспару требуется время, чтобы научиться отличать эти сны и грёзы от действительности. Не всегда удаётся это и зрителю.
Характерен в этом отношении, по словам Корригана, «первичный и центральный образ фильма» — картина дремлющего пруда, по которому под начальные аккорды адажио Альбинони медленно плывут в лодке двое людей, а на заднем плане скользит лебедь. Эти образы, помещённые в середине фильма, рифмуются с самыми первыми его кадрами: вёсла рассекают водную гладь, сквозь тростник смутно мелькает женское лицо. Исследователь задаётся вопросом — видение это или реальность? Судя по тому, что перед образом лебедя мы видим залитое слезами лицо лежащего в постели Каспара, — скорее первое.

## Недостаточность языка
«Профессиональные» носители языка — «литераторы» вроде английского лорда и профессора логики — представлены в фильме как антитеза Каспару с его внутренней музыкой и образными видениями. «Наша задача не в постижении, а в построении дедуктивных выводов», — прямо заявляет Каспару профессор. Корриган полагает, что пейзажи романтически настроенного воображения Каспара — средство утвердить превосходство изобразительных видов искусства, к которым он относит и кинематограф, над литературой: 

Горькая инвектива Херцога против письменности сгущается в портрет нотариуса, помешанного на фиксации подробностей того, что он считает реальностью, — метафора реалистической эстетики, которая приравнивает скрупулёзное отображение к истине.

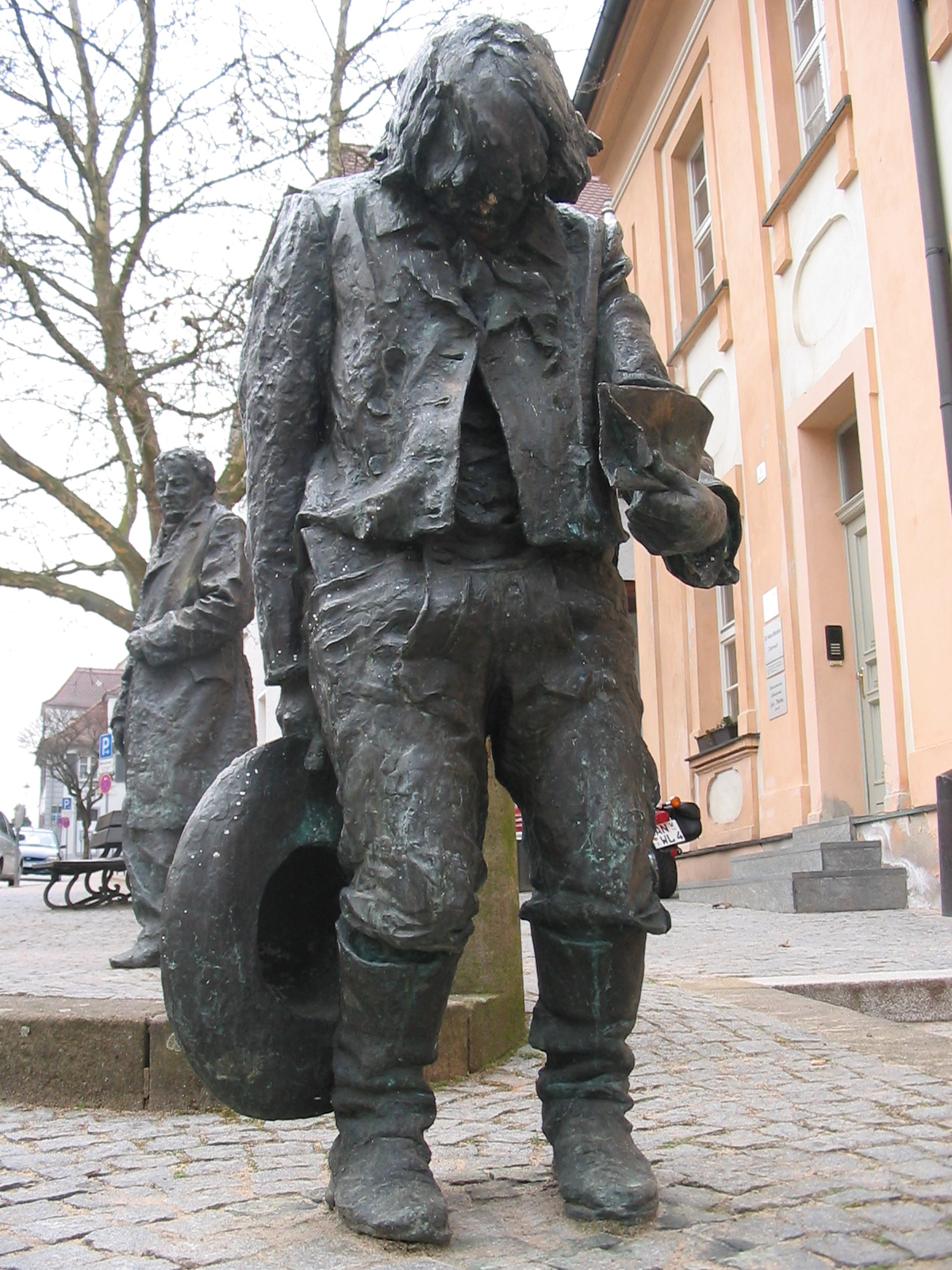
Памятник Каспару Хаузеру в Ансбахе.

Этой же цели, по его мнению, подчинено и перепесочивание автобиографических заметок Каспара контрапунктом зачитываемых его домовладельцем газетных некрологов, в которых целая жизнь сплюснута в пару строк, — подобно тому, как письменное изложение ограничивает бездонное богатство души Каспара предзаданными рамками языка, слов и речи. К сходным выводам приходит и философ Ноэль Кэрролл:

Тема фильма не вызывает сомнений: язык — это смерть. Тот человек, который знакомит Каспара Хаузера с языком, забирает у него жизнь. Освоение Каспаром языка и сопутствующая его интеграция в общество увязывается с душевным оскудением. Приобретение им дара речи представлено как падение.

## Культурные аллюзии
Сновидческие пейзажи фильма упомянуты в романе В. Г. Зебальда «Эмигранты»:

Камера смещается влево, описывая широкую дугу, и представляет нашему взору панораму высокого нагорья в окружении горных вершин. Больше всего это напоминает индийский пейзаж с башнями, похожими на пагоды, и храмами, странные треугольные фасады которых вздымаются посреди зелени лесов…